# Чемпіонат Швеції з футболу 1922—1923
Svenska Mästerskapet 1923 — чемпіонат Швеції з футболу. Проводився за кубковою системою. У чемпіонаті брала участь 25 клубів. 
Чемпіоном Швеції став клуб АІК Стокгольм.

## Півфінал
23 вересня 1923 АІК Стокгольм — ІФК Мальме 2:1
23 вересня 1923 ІФК Ескільстуна — ІК «Слейпнер» (Норрчепінг) 5:3

## Фінал
21 жовтня 1923 АІК Стокгольм — ІФК Ескільстуна 5:1
———————————————————————————————————————
Svenska Serien 1922/23 — змагання з футболу у форматі вищого дивізіону. У турнірі брали участь 12 клубів (по шість клубів у двох зонах).

## Підсумкові таблиці

### Схід
|   | Команда                    | І  | В | Н | П | М       | О  |
| - | -------------------------- | -- | - | - | - | ------- | -- |
| 1 | AIK Стокгольм              | 10 | 7 | 1 | 2 | 28 : 17 | 15 |
| 2 | ІФК Ескільстуна            | 10 | 4 | 2 | 4 | 21 : 17 | 10 |
| 3 | «Гаммарбю» ІФ (Стокгольм)  | 10 | 4 | 1 | 5 | 16 : 18 | 9  |
| 4 | «Юргорден» ІФ (Стокгольм)  | 10 | 3 | 3 | 4 | 16 : 9  | 9  |
| 5 | ІК «Слейпнер» (Норрчепінг) | 10 | 4 | 1 | 5 | 14 : 20 | 9  |
| 6 | ІФК Норрчепінг             | 10 | 4 | 0 | 6 | 15 : 9  | 8  |

### Захід
|   | Команда                 | І  | В | Н | П | М       | О  |
| - | ----------------------- | -- | - | - | - | ------- | -- |
| 1 | ГАІС Гетеборг           | 10 | 5 | 3 | 2 | 15 : 10 | 13 |
| 2 | ІФК Гетеборг            | 10 | 5 | 3 | 2 | 18 : 9  | 12 |
| 3 | «Ергрюте» ІС (Гетеборг) | 10 | 5 | 2 | 3 | 17 : 9  | 12 |
| 4 | Гельсінгборгс ІФ        | 10 | 4 | 4 | 2 | 14 : 9  | 12 |
| 5 | ІФК Мальме              | 10 | 3 | 1 | 6 | 8 : 22  | 7  |
| 6 | Мальме ФФ               | 10 | 1 | 2 | 7 | 6 : 19  | 4  |

## Перехідні матчі
- ІФК Норрчепінг — Вестерос ІК 2:1 та 4:1
- Мальме ФФ — Ландскруна БоІС 1:1 та 0:2

## Фінал
- 13 липня 1924:
ГАІС — AIK 3:1
- 20 липня 1924:
AIK — ГАІС 0:2